# Joachim Helfer

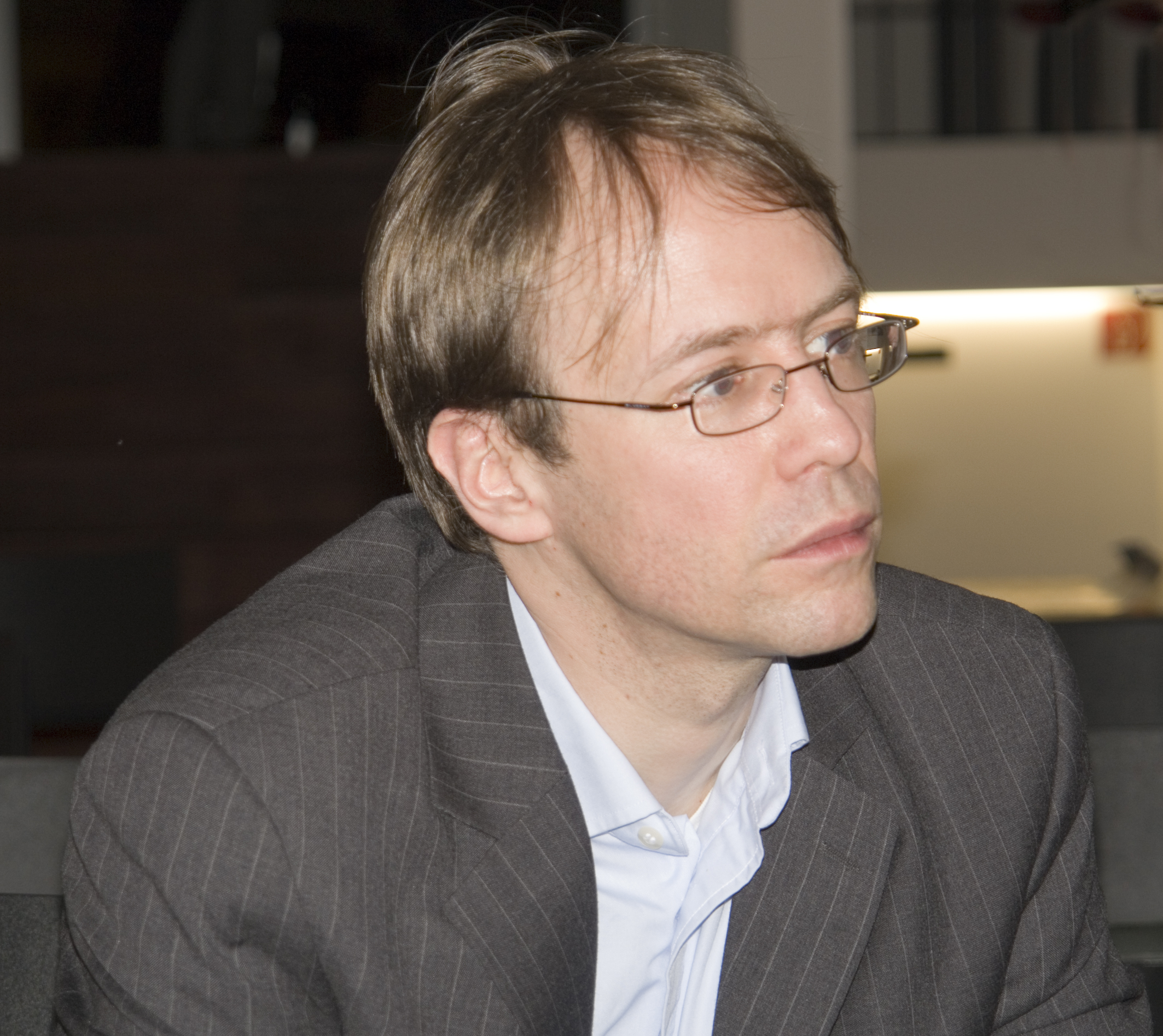
Joachim Helfer (2007)

Joachim Helfer (* 26. August 1964 in Bonn) ist ein deutscher Schriftsteller.

## Leben
Joachim Helfer wuchs im hessischen Schwalbach auf. Er legte 1984 die Reifeprüfung ab und studierte anschließend Anglistik in Hamburg. Nach ausgedehnten Reisen durch Europa, Afrika und die Vereinigten Staaten ließ er sich 1990 als Schriftsteller, Publizist und Übersetzer aus dem Englischen in Hamburg nieder. Seit 2001 lebt er in Berlin. Er war bis zu dessen Tod im Oktober 2014 mit dem Kunsthändler Ralph Nash (Rolf Nachschön) verpartnert und hat mit der Journalistin Hannah Wettig zwei Töchter (* 2005 und 2008).

## Schriftstellerische Tätigkeit
Joachim Helfer ist Verfasser von Prosawerken, die den Typus des Bildungs- und Entwicklungsromans in moderner Form fortführen. Sein epischer, sprachlich und gedanklich aufgeladener Erzählstil schafft dichte Atmosphäre und eindringliche psychologische Figurenschilderung. Das starke Interesse an Sprache und künstlerischer Form spiegelt sich auch in den Themen seiner Werke. Andere Themenschwerpunkte sind Homosexualität und Erziehung.
Besondere Aufmerksamkeit im In- und Ausland erhielt Die Verschwulung der Welt (2006), ein Gemeinschaftswerk mit dem libanesischen Autor Raschid ad-Daʿif, in dem die beiden einen emotional aufgeladenen Dialog über Homosexualität, Männer- und Frauenbilder führen.
Neben Prosa hat Helfer zahlreiche Aufsätze, Essays und Artikel zu verschiedenen politischen und geistesgeschichtlichen Themen veröffentlicht, unter anderem als langjähriger Autor der Netzeitung, in der Süddeutschen Zeitung, Die Welt, dem Rheinischen Merkur, Merkur, Neue Rundschau, Die Horen sowie Valerio, Schriftenreihe der Deutschen Akademie für Sprache und Dichtung.
Als Herausgeber hat Helfer mehrere Bände mit Stellungnahmen von Intellektuellen zu politischen Fragen betreut, zuletzt im Vorfeld der Europawahl 2019 den Band Twelve Stars – Philosophen schlagen einen Kurs für Europa vor.
Als Dozent für literarisches Schreiben leitete Helfer u. a. die Prosawerkstatt im Literarischen Colloquium Berlin sowie die Schreibwerkstatt der Jürgen-Ponto-Stiftung im Herrenhaus Edenkoben, jeweils zusammen mit Judith Kuckart.
Joachim Helfer – dem auch Fritz J. Raddatz bei seinem Debüt als Roman-Autor große Anerkennung zollte und mit ihm befreundet war – erhielt u. a. 1992 und 1999 den Hamburger Literaturförderpreis, 1996 das Stipendium des Berliner Senats für das Literarische Colloquium Berlin, 1998 den Literaturpreis des Kulturkreises der deutschen Wirtschaft im BDI, 1999 ein Aufenthaltsstipendium der Villa Aurora in Los Angeles sowie 2000 den Irmgard-Heilmann-Preis.
Helfer war Mitglied im PEN-Zentrum Deutschland, dessen Präsidium er seit 2019 angehörte, seit 2021 als Schatzmeister. Bei der Jahrestagung des PEN in Gotha wurde er am 13. Mai 2022 als Vorstandsmitglied abberufen. Zusammen mit dem in Gotha zurückgetretenen Präsidenten Deniz Yücel und rund 200 weiteren namhaften Autoren trat er aus dem PEN-Zentrum Deutschland aus und gründete wenige Wochen später den PEN Berlin. Bei der Gründung des PEN Berlin am 10. Juni 2022 wurde Helfer in das Board des neu gegründeten Verbands gewählt.

## Werke
- Du Idiot. Piper, München u. a., 1994, ISBN 3-492-03710-0; Taschenbuchausgabe bei Suhrkamp, ISBN 3-518-39498-3.
- Cohn & König. Suhrkamp, Frankfurt am Main, 1998, ISBN 3-518-41016-4; Taschenbuchausgabe ISBN 3-518-39620-X.
- Nicht Himmel, nicht Meer. Suhrkamp, Frankfurt am Main, 2002, ISBN 3-518-41311-2.
- Nicht zu zweit. Drei Novellen. Suhrkamp, Frankfurt am Main, 2005, ISBN 3-518-41668-5.
- Die Verschwulung der Welt. Rede gegen Rede. Beirut-Berlin (zusammen mit Raschid ad-Daʿif). Suhrkamp, Frankfurt am Main, 2006, ISBN 3-518-12477-3. Der von Raschid ad-Daʿif geschriebene Teil: „Die Rückkehr des Deutschen zur Vernunft“ online, deutsch. Englisch als What makes a man. University of Texas Press, Austin, USA.

## Herausgaben
- Durchgefressen und Durchgehauen. Schriftstellerinnen und Schriftsteller zum 150. Geburtstag der SPD. Steidl Verlag, Göttingen, 2013, ISBN 978-3-86930-611-7 (zusammen mit Klaus Wettig).
- Wenn ich mir etwas wünschen dürfte. Intellektuelle zur Bundestagswahl 2017. Steidl Verlag, Göttingen, 2017, ISBN 978-3-95829-375-5 (zusammen mit Marco Meyer und Klaus Wettig).
- Twelve Stars. Philosophers Chart a Course for Europe. Verlag Bertelsmann Stiftung, Gütersloh, 2019, ISBN 978-3-86793-874-7 (Zusammen mit Marco Meyer).